# Grand Prix Formule 1 van Groot-Brittannië 2014
De Grand Prix Formule 1 van Groot-Brittannië 2014 werd gehouden op 6 juli 2014 op Silverstone. Het was de negende race van het kampioenschap.

## Wedstrijdverslag

### Achtergrond

#### DRS-systeem
Voor het DRS-systeem worden, net zoals in 2013, twee detectiepunten gebruikt voor twee DRS-zones. Het eerste detectiepunt ligt voor bocht 3 (Village), waarna op het rechte stuk (Wellington Straight) tussen de bochten 5 (Aintree) en 6 (Brooklands) het systeem gebruikt mag worden. Het tweede detectiepunt ligt vlak na bocht 10 (Maggots), waarna het systeem gebruikt mag worden op het rechte stuk (Hangar Straight) tussen bocht 14 (Chapel) en 15 (Stowe). Als een coureur bij deze detectiepunten binnen een seconde achter een andere coureur rijdt, mag hij zijn achtervleugel open zetten.

### Kwalificatie
Nico Rosberg behaalde tijdens een kwalificatie met regen voor Mercedes zijn vierde pole position van het seizoen. Sebastian Vettel eindigde voor Red Bull als tweede, voor de McLaren van Jenson Button. Nico Hülkenberg kwalificeerde zich voor Force India als vierde met de andere McLaren van Kevin Magnussen als vijfde. Deze eerste vijf coureurs zetten hun tijd neer tijdens de laatste drogere minuten van Q3, waar de andere vijf coureurs in de pits bleven staan of geen tijd neer konden zetten. Deze coureurs waren Lewis Hamilton (Mercedes), Sergio Pérez (Force India), Daniel Ricciardo (Red Bull) en het Toro Rosso-duo Daniil Kvjat en Jean-Éric Vergne. De Williamssen van Valtteri Bottas en Felipe Massa en de Ferrari's van Fernando Alonso en Kimi Räikkönen kwamen echter niet door de eerste kwalificatie, aangezien zij te lang wachtten om nog een goede tijd neer te kunnen zetten door de regen en een gele vlag veroorzaakt door Sauber-coureur Adrian Sutil. Het team Marussia had mede hierdoor met Jules Bianchi en Max Chilton op de plaatsen twaalf en dertien hun beste kwalificatie ooit.
Tijdens de vorige race werd Esteban Gutiérrez door zijn team Sauber weggestuurd uit de pitstraat toen nog niet alle banden op zijn auto waren gemonteerd. Voor deze fout werd hij door de stewards bestraft met een straf van tien startplaatsen voor deze race. Ook Max Chilton krijgt een straf van vijf plaatsen doordat hij zijn versnellingsbak moest vervangen. Pastor Maldonado werd zelfs uit de uitslag van de kwalificatie geschrapt. Hij zette zijn Lotus aan het eind van Q2 langs de kant met te weinig benzine, waardoor er niet voldoende brandstof in de auto zat om een monster van te nemen. Hij zal de race vanaf de twintigste plaats moeten starten.

### Race
De race werd na één ronde stilgelegd door een ongeluk van Kimi Räikkönen, die op Wellington Straight wijd ging in de bocht, waarna hij bij het terugkeren op de baan over een heuveltje zijn achterwielophanging brak en de controle over zijn auto verloor. Felipe Massa probeerde Räikkönen te ontwijken, maar spinde hierdoor en raakte de auto van de Fin. De race werd een uur stilgelegd nadat bleek dat de vangrail dusdanig was beschadigd dat deze vervangen moest worden.
Na de herstart reed Nico Rosberg aan de leiding, totdat hij door een versnellingsbakprobleem in ronde 29 moest opgeven. Hierdoor kon teamgenoot Lewis Hamilton onbedreigd naar de zege rijden. Voor Hamilton was het de tweede maal dat hij zijn "thuisrace" kon winnen, de eerste maal was in 2008 toen hij op Silverstone zegevierde in de McLaren. Valtteri Bottas werd, ondanks zijn slechte kwalificatie, tweede, voor Daniel Ricciardo. Jenson Button eindigde zijn thuisrace op de vierde plaats, voor de vechtende Sebastian Vettel en Fernando Alonso, die elkaar meermaals beschuldigden van het buiten de baan treden en agressief verdedigen. Kevin Magnussen en Nico Hülkenberg eindigden als zevende en achtste, terwijl het Toro Rosso-duo Daniil Kvjat en Jean-Éric Vergne de laatste punten behaalden.
Esteban Gutiérrez viel in de negende ronde uit na een touché met Pastor Maldonado, waarbij Maldonado gelanceerd werd. Gutiérrez kreeg hiervoor een straf van drie startplaatsen voor de volgende race.

## Vrije trainingen
- Er wordt enkel de top 5 weergegeven.

| Vrije training 1 | Pos | No | Coureur          | Constructeur     | Tijd     |
| ---------------- | --- | -- | ---------------- | ---------------- | -------- |
| Vrije training 1 | 1   | 6  | Nico Rosberg     | Mercedes         | 1:35.424 |
| Vrije training 1 | 2   | 44 | Lewis Hamilton   | Mercedes         | 1:36.155 |
| Vrije training 1 | 3   | 14 | Fernando Alonso  | Ferrari          | 1:36.263 |
| Vrije training 1 | 4   | 3  | Daniel Ricciardo | Red Bull-Renault | 1:36.623 |
| Vrije training 1 | 5   | 7  | Kimi Räikkönen   | Ferrari          | 1:36.703 |
| Vrije training 2 | Pos | No | Coureur          | Constructeur     | Tijd     |
| Vrije training 2 | 1   | 44 | Lewis Hamilton   | Mercedes         | 1:34.508 |
| Vrije training 2 | 2   | 6  | Nico Rosberg     | Mercedes         | 1:34.736 |
| Vrije training 2 | 3   | 14 | Fernando Alonso  | Ferrari          | 1:35.244 |
| Vrije training 2 | 4   | 3  | Daniel Ricciardo | Red Bull-Renault | 1:35.511 |
| Vrije training 2 | 5   | 1  | Sebastian Vettel | Red Bull-Renault | 1:35.627 |
| Vrije training 3 | Pos | No | Coureur          | Constructeur     | Tijd     |
| Vrije training 3 | 1   | 1  | Sebastian Vettel | Red Bull-Renault | 1:52.522 |
| Vrije training 3 | 2   | 3  | Daniel Ricciardo | Red Bull-Renault | 1:52.631 |
| Vrije training 3 | 3   | 13 | Pastor Maldonado | Lotus-Renault    | 1:53.044 |
| Vrije training 3 | 4   | 8  | Romain Grosjean  | Lotus-Renault    | 1:53.566 |
| Vrije training 3 | 5   | 99 | Adrian Sutil     | Sauber-Ferrari   | 1:53.585 |

Testcoureurs:
 Daniel Juncadella (Force India-Mercedes, P14)
 Giedo van der Garde (Sauber-Ferrari, P15)
 Robin Frijns (Caterham-Renault, P20)
 Susie Wolff (Williams-Mercedes, P21)

## Kwalificatie
| Pos                 | No | Coureur           | Constructeur         | Q1       | Q2        | Q3       | Grid |
| ------------------- | -- | ----------------- | -------------------- | -------- | --------- | -------- | ---- |
| 1                   | 6  | Nico Rosberg      | Mercedes             | 1:40.380 | 1:35.179  | 1:35.766 | 1    |
| 2                   | 1  | Sebastian Vettel  | Red Bull-Renault     | 1:45.086 | 1:36.410  | 1:37.386 | 2    |
| 3                   | 22 | Jenson Button     | McLaren-Mercedes     | 1:44.425 | 1:36.579  | 1:38.200 | 3    |
| 4                   | 27 | Nico Hülkenberg   | Force India-Mercedes | 1:41.271 | 1:37.112  | 1:38.329 | 4    |
| 5                   | 20 | Kevin Magnussen   | McLaren-Mercedes     | 1:42.507 | 1:37.370  | 1:38.417 | 5    |
| 6                   | 44 | Lewis Hamilton    | Mercedes             | 1:41.058 | 1:34.870  | 1:39.232 | 6    |
| 7                   | 11 | Sergio Pérez      | Force India-Mercedes | 1:42.146 | 1:37.350  | 1:40.457 | 7    |
| 8                   | 3  | Daniel Ricciardo  | Red Bull-Renault     | 1:44.710 | 1:38.166  | 1:40.606 | 8    |
| 9                   | 26 | Daniil Kvjat      | Toro Rosso-Renault   | 1:41.032 | 1:36.813  | 1:40.707 | 9    |
| 10                  | 25 | Jean-Éric Vergne  | Toro Rosso-Renault   | 1:43.040 | 1:37.800  | 1:40.855 | 10   |
| 11                  | 8  | Romain Grosjean   | Lotus-Renault        | 1:43.121 | 1:38.496  |          | 11   |
| 12                  | 17 | Jules Bianchi     | Marussia-Ferrari     | 1:41.169 | 1:38.709  |          | 12   |
| 13                  | 4  | Max Chilton       | Marussia-Ferrari     | 1:42.082 | 1:39.800  |          | 17   |
| 14                  | 21 | Esteban Gutiérrez | Sauber-Ferrari       | 1:43.285 | 1:40.912  |          | 19   |
| 15                  | 13 | Pastor Maldonado  | Lotus-Renault        | 1:43.892 | 1:44.018  |          | 20   |
| 16                  | 99 | Adrian Sutil      | Sauber-Ferrari       | 1:42.603 | Geen tijd |          | 13   |
| 17                  | 77 | Valtteri Bottas   | Williams-Mercedes    | 1:45.318 |           |          | 14   |
| 18                  | 19 | Felipe Massa      | Williams-Mercedes    | 1:45.695 |           |          | 15   |
| 19                  | 14 | Fernando Alonso   | Ferrari              | 1:45.935 |           |          | 16   |
| 20                  | 7  | Kimi Räikkönen    | Ferrari              | 1:46.684 |           |          | 18   |
| 107% tijd: 1:47.406 |    |                   |                      |          |           |          |      |
| 21                  | 9  | Marcus Ericsson   | Caterham-Renault     | 1:49.421 |           |          | 21   |
| 22                  | 10 | Kamui Kobayashi   | Caterham-Renault     | 1:49.625 |           |          | 22   |

## Race
| Pos | No | Coureur           | Constructeur         | Rondes | Tijd/Oorzaak uitval | Grid | Punten |
| --- | -- | ----------------- | -------------------- | ------ | ------------------- | ---- | ------ |
| 1   | 44 | Lewis Hamilton    | Mercedes             | 52     | 2:26:52.094         | 6    | 25     |
| 2   | 77 | Valtteri Bottas   | Williams-Mercedes    | 52     | +30.135             | 14   | 18     |
| 3   | 3  | Daniel Ricciardo  | Red Bull-Renault     | 52     | +46.495             | 8    | 15     |
| 4   | 22 | Jenson Button     | McLaren-Mercedes     | 52     | +47.390             | 3    | 12     |
| 5   | 1  | Sebastian Vettel  | Red Bull-Renault     | 52     | +53.864             | 2    | 10     |
| 6   | 14 | Fernando Alonso   | Ferrari              | 52     | +59.946             | 16   | 8      |
| 7   | 20 | Kevin Magnussen   | McLaren-Mercedes     | 52     | +1:02.563           | 5    | 6      |
| 8   | 27 | Nico Hülkenberg   | Force India-Mercedes | 52     | +1:28.692           | 4    | 4      |
| 9   | 26 | Daniil Kvjat      | Toro Rosso-Renault   | 52     | +1:29.340           | 9    | 2      |
| 10  | 25 | Jean-Éric Vergne  | Toro Rosso-Renault   | 51     | +1 ronde            | 10   | 1      |
| 11  | 11 | Sergio Pérez      | Force India-Mercedes | 51     | +1 ronde            | 7    |        |
| 12  | 8  | Romain Grosjean   | Lotus-Renault        | 51     | +1 ronde            | 11   |        |
| 13  | 99 | Adrian Sutil      | Sauber-Ferrari       | 51     | +1 ronde            | 15   |        |
| 14  | 17 | Jules Bianchi     | Marussia-Ferrari     | 51     | +1 ronde            | 12   |        |
| 15  | 10 | Kamui Kobayashi   | Caterham-Renault     | 50     | +2 ronden           | 22   |        |
| 16  | 4  | Max Chilton       | Marussia-Ferrari     | 50     | +2 ronden           | 17   |        |
| 17  | 13 | Pastor Maldonado  | Lotus-Renault        | 49     | Motor               | 20   |        |
| DNF | 6  | Nico Rosberg      | Mercedes             | 28     | Versnellingsbak     | 1    |        |
| DNF | 9  | Marcus Ericsson   | Caterham-Renault     | 11     | Ophanging           | 21   |        |
| DNF | 21 | Esteban Gutiérrez | Sauber-Ferrari       | 9      | Botsing             | 19   |        |
| DNF | 19 | Felipe Massa      | Williams-Mercedes    | 0      | Ongeluk             | 15   |        |
| DNF | 7  | Kimi Räikkönen    | Ferrari              | 0      | Ongeluk             | 18   |        |

## Standen na de Grand Prix

### Coureurs
| Positie | Nummer | Rijder           | Team              | Punten |
| ------- | ------ | ---------------- | ----------------- | ------ |
| 1       | 6      | Nico Rosberg     | Mercedes          | 165    |
| 2       | 44     | Lewis Hamilton   | Mercedes          | 161    |
| 3       | 3      | Daniel Ricciardo | Red Bull-Renault  | 98     |
| 4       | 14     | Fernando Alonso  | Ferrari           | 87     |
| 5       | 77     | Valtteri Bottas  | Williams-Mercedes | 73     |

### Constructeurs
| Positie | Nummers | Team                 | Rijders                           | Punten |
| ------- | ------- | -------------------- | --------------------------------- | ------ |
| 1       | 6 44    | Mercedes             | Nico Rosberg Lewis Hamilton       | 326    |
| 2       | 1 3     | Red Bull-Renault     | Sebastian Vettel Daniel Ricciardo | 168    |
| 3       | 7 14    | Ferrari              | Kimi Räikkönen Fernando Alonso    | 106    |
| 4       | 19 77   | Williams-Mercedes    | Felipe Massa Valtteri Bottas      | 103    |
| 5       | 11 27   | Force India-Mercedes | Sergio Pérez Nico Hülkenberg      | 91     |